# 神戸市立灘さくら支援学校
神戸市立灘さくら支援学校（こうべしりつ なださくらしえんがっこう）は、兵庫県神戸市灘区にある市立特別支援学校。知的障害部門と肢体不自由部門の2部門を併置する。
同一敷地内に神戸市立灘の浜小学校が併設されていて、小学校・特別支援学校を一体的に整備するのは神戸市では初、全国的にも珍しい事例とされている。本校の学校経営基本方針においても両校の児童生徒の相互理解を深め、交流及び共同学習を推進することを謳っている。

## 歴史
神戸市東部の児童・生徒数増加に対応するため、神戸市立青陽東養護学校、神戸市立友生支援学校住吉分校の両校を閉校（発展的再編）とし新たに特別支援学校を設立することになった。校地は神戸市立科学技術高等学校第2グラウンドの跡地を使用している。
- 2021年4月 - 神戸市立灘さくら支援学校として開校

## 設置学部
- 小学部
- 中学部
- 高等部（肢体不自由部門のみ）
- 訪問教育部（神戸医療福祉センターひだまり、サポートハウスココロネ住吉の入所者対象）[1]

## 通学区域
神戸市のうち、中央区・灘区・東灘区（東灘区の知的部門は本山・住吉・御影・向洋中学校区に限る）